# 중농주의
중농주의(重農主義, 프랑스어: physiocratie)는 18세기 계몽주의 시대 프랑스에서 발생한 경제이론이다. 중농주의에 따르면 국가의 부는 오로지 농업의 가치에 의해 발생하며, 농산물의 가격은 높게 책정되어야 한다. 중농주의는 18세기 하반기에 크게 유행했으며, 체계적으로 수립된 최초의 경제이론으로 평가받는다.
중농주의의 영수는 케네(1694 ~ 1774)와 튀르고 남작(1727 ~ 1781)이었다. 스미스가 《국부론》을 출판하여 최초의 근대적 경제학파인 고전경제학을 창시한 것이 1776년이므로, 중농주의는 최후의 전근대적 경제학이라고 할 수 있다.
중농주의의 가장 큰 유산은, 노동의 결과 만들어지는 생산물을 국부의 원천이라고 방점을 찍은 데 있다. 이 점에서 중농주의는 그 이전까지의 경제학파, 특히 중상주의와 차별화된다. 중상주의는 지배자의 부, 금보유고, 무역수지 등을 중요하게 여겼다. 반면 중농주의 경제학에서는 사회의 생산물은 판매의 그 순간, 판매자가 자신의 생산물을 자신의 생산물의 이전 가치보다 높은 값의 돈을 받고 교환함으로써 만들어지는 것이라 보았다, 중농주의 경제학은 노동을 가치의 발생 원인으로 지목한 첫 번째 시도였다는 데서 유의미하다. 하지만 중농주의자들은 상술한 사회적 가치를 생산할 수 있는 것은 농업 노동뿐이라고 생각한 데서 그 한계를 갖는다. 중농주의에서는 "산업적", 비농업적 노동을 농업노동에 딸린 "비생산적 부록"이라고 판단하였다.
중농주의자들이 자신들의 이념을 만들어가던 시기의 경제는 거의 전적으로 농업에 의존하고 있었다. 이런 이유로 중농주의자들은 농업노동만을 가치를 생산하는 노동이라고 판단한 것 같다. 중농주의자들은 상품과 용역의 생산은 진정한 생산이 아니라 농업의 생산물을 소비하는 행위라고 보았다. 이 시대의 자본가적 생산 이윤은 농업 생산이 이루어지는 농지의 지주가 걷는 지대 뿐이었다. 중농주의자들은 도시의 인공성을 저주하고 자연스러운 삶의 방식을 상찬했으며 농민을 축복했다. 그들은 스스로를 경제학파(프랑스어: économistes)라고 불렀으나, 중농주의 이후에 발생한 경제학 학파들과의 구분을 위해 오늘날 그렇게 일컫는 경우는 거의 없다.

## 같이 보기
- 농본주의
- 고전파 경제학
- 고전적 자유주의
- 자유 시장
- 지공주의
- 토지가치세